# Präsidentschaftswahl in Ruanda 2024
Die Präsidentschaftswahl in Ruanda 2024 fand zusammen mit der Parlamentswahl am 15. Juli 2024 statt. Seit 2003 erreichte bei den Präsidentschaftswahlen Amtsinhaber Paul Kagame jeweils mehr als 90 Prozent der Stimmen. 2024 gewann er mit 99,18 Prozent der Stimmen erneut und erreichte einen neuen Höchstwert. Es traten mit Frank Habineza von der Demokratischen Grünen Partei Ruandas (DGPR) und dem parteiunabhängigen Philippe Mpayimana zwei weitere Kandidaten und dieselben wie bereits 2018 an. Die beiden Kandidaten erhielten 0,50 bzw. 0,32 Prozent der Stimmen. Einige weitere Kandidaturen wurden nicht zur Wahl zugelassen.

## Hintergrund und Ausgangslage
Die Ruandische Patriotische Front (RPF) regiert Ruanda seit Beendigung des Völkermords 1994. Der Parteivorsitzende Paul Kagame ist seit 2000 Präsident des Landes. Ruanda gilt als stabil und wirtschaftlich wachsend. Von Menschenrechtsorganisationen kritisiert wird jedoch die Unterdrückung unabhängiger Medien durch Einschüchterung, Verhaftungen und gerichtliche Maßnahmen. Regierungskritiker verschwinden zudem immer wieder spurlos oder kommen ums Leben. Auf dem Demokratieindex von Freedom House wird Ruanda als „unfrei“ eingestuft und auf dem Demokratieindex der britischen Zeitschrift The Economist wurde das afrikanische Land 2023 mit 3,3 von 10 Punkten als „Autoritäres Regime“ eingeordnet.
Bei der Präsidentschaftswahl 2017, bei der dieselben Kandidaten wie 2024 antraten, erreichten diese folgende Stimmanteile:
| Kandidaten                            | Kandidaten         | Parteien                          | Stimmen   | %    |
| ------------------------------------- | ------------------ | --------------------------------- | --------- | ---- |
|                                       | Paul Kagame        | Front patriotique rwandais        | 6.675.472 | 98,8 |
|                                       | Philippe Mpayimana | parteilos                         | 49.031    | 0,7  |
|                                       | Frank Habineza     | Parti vert démocratique du Rwanda | 32.701    | 0,5  |
| Gesamt                                | Gesamt             | Gesamt                            | 6.757.204 | 100  |
|                                       |                    |                                   |           |      |
| Ungültige Stimmen                     | Ungültige Stimmen  | Ungültige Stimmen                 | 12.310    | 0,2  |
| Wähler                                | Wähler             | Wähler                            | 6.769.514 | 98,2 |
| Wahlberechtigte                       | Wahlberechtigte    | Wahlberechtigte                   | 6.897.076 |      |
|                                       |                    |                                   |           |      |
| Quelle: National Electoral Commission |                    |                                   |           |      |

Für die Wahl 2024 waren 9,5 Millionen Ruander registriert, davon etwa 2 Millionen Erstwähler der „Generation Kagame“, die nach dem Völkermord und während der Regierungszeit Kagames geboren wurden.

## Wahltermin
Der Wahltermin wurde im Dezember 2023 auf den 15. Juli 2024 festgelegt. Die ruandische Diaspora konnte am 14. Juli an ausgewählten Orten wählen. Der gleichzeitige Wahltermin der Parlaments- und Präsidentschaftswahl wurde durch eine Verfassungsänderung im August 2023 möglich, die die Amtszeit der Abgeordneten einmalig um ein Jahr verlängerte. Die Amtszeit des Präsidenten wurde bereits durch eine Verfassungsänderung im Jahr 2015 ab der Wahl im Juli 2024 von sieben auf fünf Jahre reduziert und damit an die Amtszeiten der Abgeordneten angeglichen. Die Zusammenlegung der Wahltermine wurde mit dem Ziel begründet, die Kosten sowohl für den Staat als auch für die politischen Parteien, die an den Wahlen teilnehmen, zu reduzieren.

## Kandidaten

Standarte des Präsidenten von Ruanda

Kandidaturen für die Präsidentschaftswahl konnten vom 17. bis 30. Mai eingereicht werden. Insgesamt meldeten sich neun Kandidaten an. Am 14. Juni wurde die finale Kandidatenliste bekanntgegeben. Von der nationalen Wahlkommission zur Wahl zugelassen wurden Amtsinhaber Paul Kagame von der Ruandischen Patriotischen Front (RPF), Oppositionspolitiker Frank Habineza von der Demokratischen Grünen Partei Ruandas (DGPR) und der unabhängige Kandidat Philippe Mpayimana. Es traten somit dieselben drei Kandidaten wie zur Präsidentschaftswahl im August 2017 an.

### Paul Kagame (RPF)
Bereits im Juli 2022 antwortete der seit 2000 regierende Amtsinhaber Paul Kagame und Parteivorsitzende der Ruandischen Patriotischen Front (RPF) auf die Frage, ob er für eine vierte Amtszeit kandidieren würde: „Ich habe vor, weitere 20 Jahre zu kandidieren, ich habe damit kein Problem.“ Auf einem Nationalkongress im April 2023 wurde er als Vorsitzender seiner Partei wiedergewählt. Möglich ist eine weitere Amtszeit durch eine 2015 erfolgte Verfassungsänderung ohne die er bereits 2017 nicht noch einmal hätte antreten dürfen. Mit der Verfassungsänderung sind für Kagame dagegen weitere Amtszeiten als Präsident bis 2034 möglich. Die Präsidentschaftswahl im August 2017 gewann Kagame mit einem Stimmanteil von mehr als 98 %. Auch 2003 und 2010 erhielt er über 90 % der Stimmen. Die Parteien Parti Démocratique Idéal (PDI), Union Démocratique du Peuple Rwandais (UDPR), Parti de la Solidarité et du Progrès (PSP) und Parti Socialiste Rwandais (PSR) der Regierungskoalition sowie die Social Democratic Party (PSD) und die Liberal Party (PL) unterstützten Kagames erneute Kandidatur. Senator Musa Fazil Harerimana, Chef der PDI, formulierte seine Unterstützung wie folgt: „Präsident Kagame stellt die Bedürfnisse und Interessen aller Ruander über alles andere. Deshalb haben wir Vertrauen in ihn und haben ihn als Kandidaten für die Wahlen im nächsten Jahr unterstützt.“

### Frank Habineza (DGPR)
Frank Habineza, Chef und Mitbegründer der oppositionellen Demokratischen Grünen Partei Ruandas (DGPR), kündigte ebenfalls seine Kandidatur für die Präsidentschaftswahl an. Für die Präsidentschaftswahl 2010 wurde noch mehrfach vergeblich versucht die im August 2009 gegründete Partei zu registrieren. Nachdem am 14. Juli  2010 Habinezas Stellvertreter André Rwisereka ermordet aufgefunden worden war, fürchtete Habineza um sein Leben und floh im August nach Schweden, kehrte jedoch einige Jahre später wieder nach Ruanda zurück. In der darauffolgenden Präsidentschaftswahl 2017 trat Habineza als Kandidat an und erreichte einen Stimmanteil von weniger als 0,5 %. Bei den Parlamentswahlen im September 2018 gewannen Mitglieder der DGPR, darunter Habineza, erstmals zwei Sitze in der Abgeordnetenkammer.

### Philippe Mpayimana (unabhängig)
Für die Wahl meldeten sich sieben parteiunabhängige Kandidaten an, von denen jedoch durch die Wahlkommission nur Philippe Mpayimana zugelassen wurde. Mpayimana arbeitet im Ministry of National Unity and Civic Engagement. Er erreichte einen Stimmanteil von 0,73 % bei den Präsidentschaftswahlen 2017. Bei der Parlamentswahl im September 2018 kandidierte er für einen Sitz als unabhängiger Abgeordneter, schaffte jedoch nicht die nötige Fünf-Prozent-Hürde.

### Nicht zugelassene Kandidaten

Nicht zugelassene Präsidentschaftskandidaten (Auswahl)
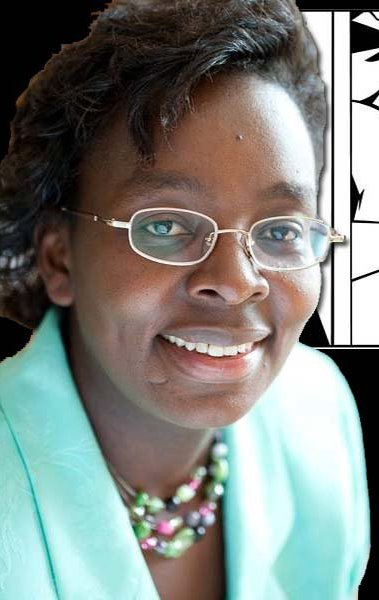
Victoire Ingabire Umuhoza (2011)
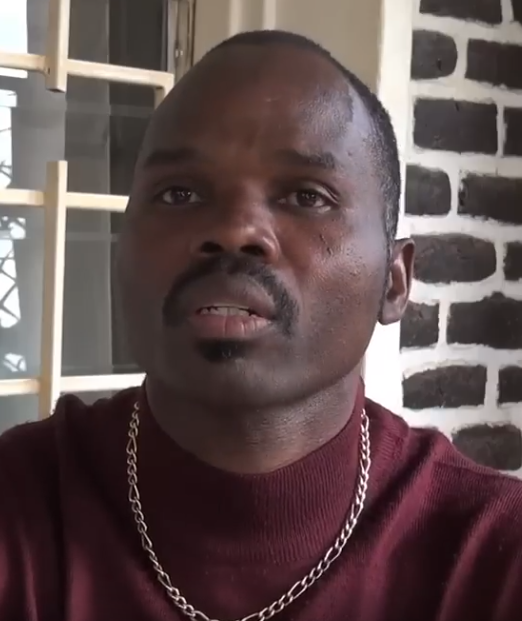
Bernard Ntaganda (2015)
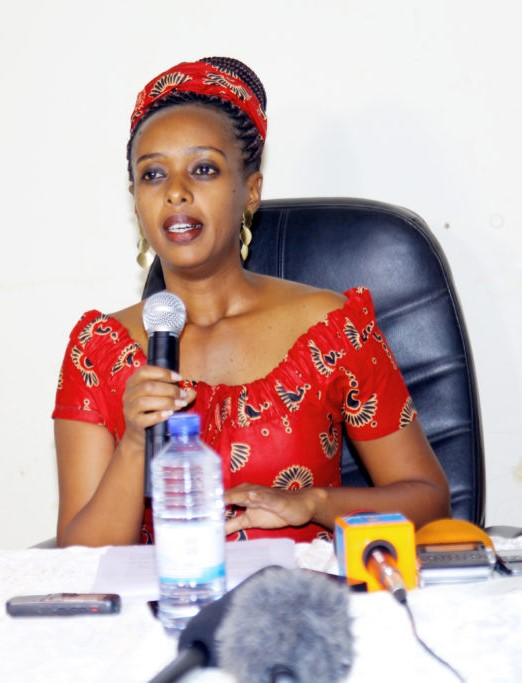
Diane Shima Rwigara (2019)

Die Oppositionsführerin Victoire Ingabire Umuhoza wurde von der Wahl ausgeschlossen. Sie war 2010 aus dem Exil in den Niederlanden nach Ruanda zurückgekehrt, um an den damaligen Präsidentschaftswahlen als Kandidatin der Partei Forces Democratiques Unifiées (FDU) teilzunehmen, wurde jedoch verhaftet und zu einer fünfzehnjährigen Gefängnisstrafe wegen Gefährdung der Staatssicherheit und „Verharmlosung“ des Völkermords an den Tutsi von 1994 verurteilt. Ingabire, eine Hutu, hatte in Frage gestellt, weshalb an einer der wichtigsten Gedenkstätten des Landes ausschließlich Tutsi bestattet seien. 2018 wurde sie zusammen mit 2140 weiteren Verurteilten begnadigt. Personen, die mehr als sechs Monate in Haft verbracht haben, können in Ruanda nicht kandidieren und am 13. März 2024 wurde Ingabires Antrag auf Zulassung zur Wahl von einem Gericht abgelehnt. Ingabire äußerte sich zum Urteil auf X, ehemals Twitter: „Die Verweigerung meiner Rehabilitierung ist nicht nur ein persönlicher Angriff, sondern steht stellvertretend für die umfassenderen Probleme, mit denen unser Land konfrontiert ist, Probleme, die Menschenrechtsorganisationen und Entwicklungspartner Ruandas seit langem kritisiert haben.“
Die Rehabilitierung von Bernard Ntaganda der Social Party Imberakuri, der 2010 verhaftet und 2014 freigelassen wurde, wurde ebenfalls von einem Gericht abgelehnt, sodass er zur Präsidentschaftswahl nicht als Kandidat antreten konnte.
Zudem wurden sechs von sieben eingereichten unabhängigen Kandidaturen von der Wahlkommission nicht zugelassen:
- Thomas Habimana (Lehrer an einer Sekundarschule im Distrikt Rubavu)
- Innocent Hakizimana (Lehrer aus dem Distrikt Nyabihu)
- Herman Manirareba
- Jean Mbanda (ehemaliger Parlamentsabgeordneter)
- Diane Rwigara (Geschäftsfrau; erreichte bereits 2017 nach einem Entscheid der Wahlkommission nicht die notwendigen Unterschriften für eine gültige Kandidatur[30][31])
- Fred Barafinda Sekikubo (erreichte bereits 2017 nach einem Entscheid der Wahlkommission nicht die notwendigen Unterschriften für eine gültige Kandidatur[31])

Wie bereits 2017 wurde für die Ablehnung der Kandidatur der Regierungskritikerin Diane Shima Rwigara als Grund die nicht ausreichende Anzahl gesammelter Unterschriften angegeben. 2017 wurde ihr zudem vorgeworfen notwendige Unterschriften gefälscht zu haben. 2018 wurde sie vor Gericht freigesprochen. Bei der Entscheidung der Wahlkommission wurden 2024 zudem Zweifel an einem ausreichenden Nachweis ihrer ruandischen Geburtsherkunft genannt. Rwigara hatte in der Vergangenheit eine belgische Staatsbürgerschaft, die sie jedoch im Vorfeld ihrer versuchten Präsidentschaftskandidatur im Jahr 2017 aufgab.

## Wahlkampf
Der Wahlkampfzeitraum dauert vom 22. Juni bis 12. Juli 2024. Am zweiten Tag kam es bei einer Wahlkampfveranstaltung für Präsident Paul Kagame in Gisa im Distrikt Rubavu zu einem Gedränge bei dem ein Mensch starb und 37 weitere verletzt wurden. Laut Kagames Partei besuchten 250.000 Menschen die Veranstaltung.

## Wahlergebnis
Kagame erreichte nach dem offiziellen Wahlergebnis 99,18 Prozent der Stimmen. Seine Konkurrenten kamen auf 0,50 und 0,32 Prozent.
| Kandidaten                            | Kandidaten         | Parteien                          | Stimmen   | %    |
| ------------------------------------- | ------------------ | --------------------------------- | --------- | ---- |
|                                       | Paul Kagame        | Front patriotique rwandais        | 8.822.794 | 99,2 |
|                                       | Frank Habineza     | Parti vert démocratique du Rwanda | 44.479    | 0,5  |
|                                       | Philippe Mpayimana | parteilos                         | 28.466    | 0,3  |
| Gesamt                                | Gesamt             | Gesamt                            | 8.895.739 | 100  |
|                                       |                    |                                   |           |      |
| Ungültige Stimmen                     | Ungültige Stimmen  | Ungültige Stimmen                 | 12.137    | 0,1  |
| Wähler                                | Wähler             | Wähler                            | 8.907.876 | 98,2 |
| Wahlberechtigte                       | Wahlberechtigte    | Wahlberechtigte                   | 9.071.157 |      |
|                                       |                    |                                   |           |      |
| Quelle: National Electoral Commission |                    |                                   |           |      |

Vergleich zu 2017:
- Paul Kagame: +0,39 %
- Frank Habineza: + 0,02 %
- Philippe Mpayimana: −0,41 %

Am 11. August 2024 wurde Paul Kagame im vollbesetzten Stade Amahoro für seine vierte Amtszeit (2024–2029) eingeschworen. Kagame ernannte am 13. August erneut Édouard Ngirente zum Premierminister.